# Злющие мертвецы
«Злющие мертвецы» (хинди बाख के ज़रा) — индийский болливудский комедийный фильм ужасов  режиссёра Салима Раза. Фильм является ремейком серии «Зловещих мертвецов».

## Сюжет
Археолог Шармс находит книгу (некрономикон), он приносит её в свой особняк и решает отдохнуть от раскопок, включая музыкальную пластинку. После чего занимается сексом со своей женой Маей.
После секса археолог замечает, что книга начала дёргаться, археолог встаёт и уходит, после чего начинает читать молитву, в это время его жена погибает и восстаёт из мёртвых начиная надвигаться на археолога и достаёт нож из-за спины, нападая на него. Во время борьбы археолог убивает жену ножом. Осознав что он натворил, он решает закопать её, однако он восстаёт из мертвых и берёт топор и повторно идет к супругу, после чего убивает его.
Резко кадр с убийством обрывается и начинают демонстрировать музыкальный клип, по окончании которого начинают демонстрировать подростков, которые едут на джипе по лесу, спустя секунду один из подростков устанавливает палатку в лесу. Подростки начинают заниматься сексом, а в это время девушка по имени Свита находясь в гамаке слышит ужасные звуки. Она выпадает из гамака и видит девушку в белом одеянии, которая начинает петь, зазывая девушку ща собой. Доведя её до дома археолога она исчезает и девушка начинает убегать в лес, после чего спотыкается и кадр переносится снова на отдых подростков. Друзья начинают интересоваться чем она так нагружена, она начинает кричать о том, что друзья над ней издеваются и как они могли не слышать криков, на что один из её товарищей говорит что они образованные люди, а она ведёт себя как дура и остальные друзья начинают издеваться над ней, подшучивая. Резко перед группой появляется безумец, утверждая что дом проклят, на что Сани сообщает, что дом принадлежал его деду. Группа отправляется в дом археолога.
Друзья проникают в дом и решают там переночевать в нём, там они обнаруживают труп женщины и решают покинуть его, однако из них сообщает что они оставили отпечатки и они не могут уйти просто так и решают закопать в могилу тело женщины, однако зайдя обратно в комнату они его не обнаруживают.. Все оказывается сном девушки, к которой пытаются вломиться. Во время поисков того кто ломился в дом, Сани обнаруживает книгу археолога. Группа решает покинуть дом, но мост по которому они проезжали оказывается разрушен. Девушки из группы оказываются мертвецами и нападают на парней, парни их убивают и решают похоронить. Сани обнаруживает на себе ожившую руку одной из подруг и начинает паниковать, его друг Раджан в это время решает прогуляться по лесу и чуть не погибает. Все его погибшие друзья начинают восставать из могил, Сани берёт ружьё и начинает истреблять их, после бойни он бросает ружьё и бежит в лес, где его окутывают корни дерева и он начинает кричать.

## В ролях
- Амит в роли археолога
- Сатьям Раджеш в роли Сани
- Джаеш Шах в роли друга Сани
- Мохан Дев в роли Раджеша
- Неха Джоши в роли Свит
- Мохак в роли одной из подруг

## Критика
Кинокритик Евгений Баженов назвал фильм «скучным и нудным» кино, раскритиковав монтаж, операторскую работу, а также сценарий.
Дэйв Джейсон с сайта MoviesandMania дал фильму 3 балла из 5 оценив его положительно, в качестве комедийного кино.
Мерт Кутай из iyikotufilm сказал, что фильм является «дешёвым плагиатом» и «сильно плох» порекомендовав его лишь заядлым фанатом серии «Зловещих мертвецов».
Фред Андерсон с сайта Ex-Ninja назвал фильм «весёлым мусором».